# Perla

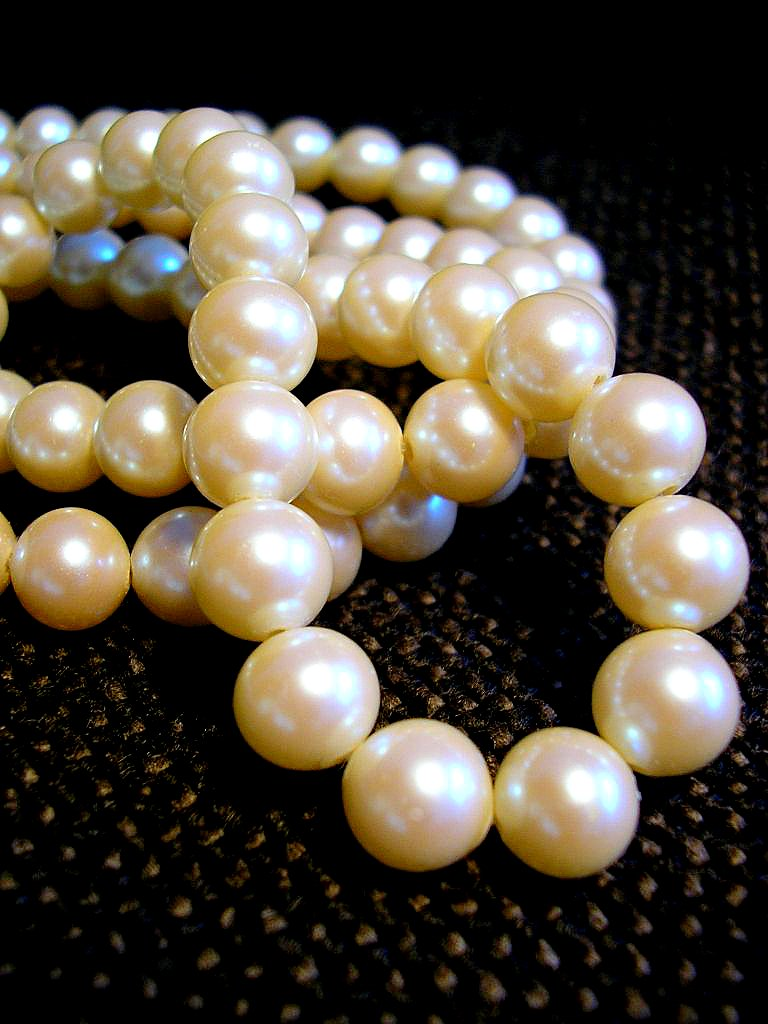
Collar de perlas

Una perla es un objeto duro y brillante producido dentro del tejido blando (específicamente en el manto) de un molusco con cáscara vivo u otro animal como un conulariida. Al igual que la concha de un molusco, una perla está compuesta de carbonato de calcio (principalmente aragonita o una mezcla del mismo con calcita) en forma cristalina diminuta que se ha depositado en capas concéntricas  
La perla ideal es perfectamente redonda y lisa, sin embargo pueden aparecer otras formas conocidas como la perla barroca. La calidad de las perlas naturales es muy valorada, son catalogadas como piedras preciosas y como objetos de belleza a través del tiempo. Debido a esto, la perla se ha convertido en una metáfora de algo raro, fino, admirable y valioso.
Las perlas naturales se forman cuando un cuerpo extraño se introduce al interior del cuerpo del molusco, que reacciona cubriendo lentamente la partícula con una mezcla de cristales de carbonato de calcio (CaCO3) y una proteína llamada conchiolina, formando la sustancia conocida como nácar, que es la sustancia que recubre la cavidad paleal del animal (las paredes interiores de las valvas). Al cabo de un período variable la partícula termina cubierta por una o más capas de nácar, formando una perla, y tardan aproximadamente 10 años en crearse.
Las perlas son de tamaño, color y forma variables. El valor de la perla se determina en función de criterios varios pero puede decirse que se centran en tres: una forma deseable (por ejemplo, las esferas perfectas o las "lágrimas"), la rareza de su color (casi toda la gama entre el blanco y el negro) y naturalmente la talla. Aunque las características estéticas y de tamaño son fundamentales en la valoración de una perla, el precio final depende en gran medida de las tendencias de la moda del momento.
El brillo de la perla proviene de la reflexión luminosa en la superficie cristalina, mientras que la iridiscencia proviene de la refracción y difracción luminosas en las múltiples capas de nácar translúcido que forman una perla cualquiera. Las perlas han sido apreciadas por bastantes pueblos desde la antigüedad debido a su rareza, belleza y extraordinario valor.

## Propiedades físicas

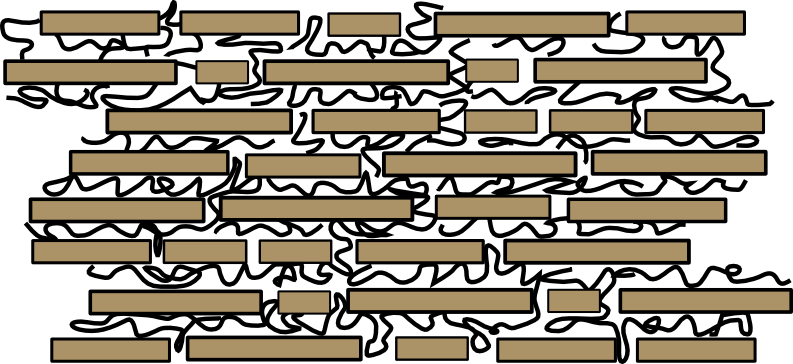
Estructura de las capas de nácar, en las que las placas de aragonito están separadas por biopolímeros, como quitina, lustrina y proteínas similares a la seda.

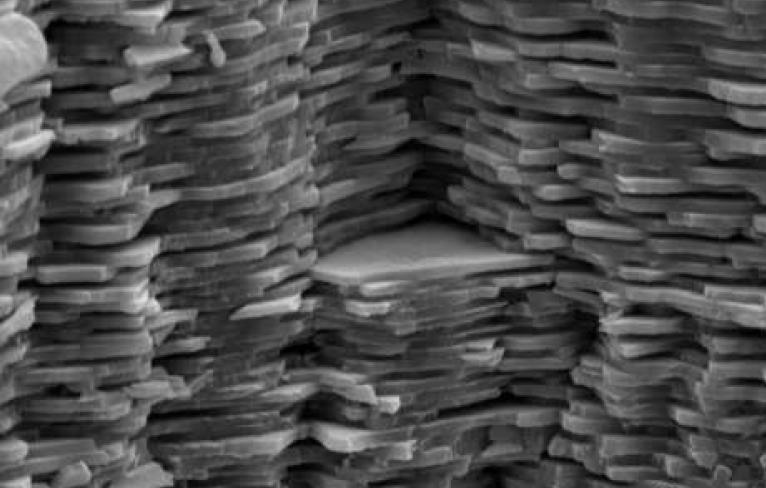
Imagen de microscopía electrónica de una superficie fracturada de nácar.

El brillo único de las perlas depende de la reflexión, refracción y difracción de la luz de las capas translúcidas. Cuanto más finas y numerosas sean las capas de la perla, más fino será el brillo. La iridiscencia que presentan las perlas se debe a la superposición de capas sucesivas, que descompone la luz que incide sobre la superficie. Además, las perlas (sobre todo las cultivadas de agua dulce) pueden teñirse de amarillo, verde, azul, marrón, rosa, morado o negro. Las perlas más valiosas tienen un brillo metálico muy reflectante.
Como las perlas están compuestas principalmente de carbonato cálcico, pueden disolverse en vinagre. El carbonato cálcico es sensible incluso a una solución ácida débil porque los cristales reaccionan con el ácido acético del vinagre y forman acetato cálcico y dióxido de carbono.

## Historia

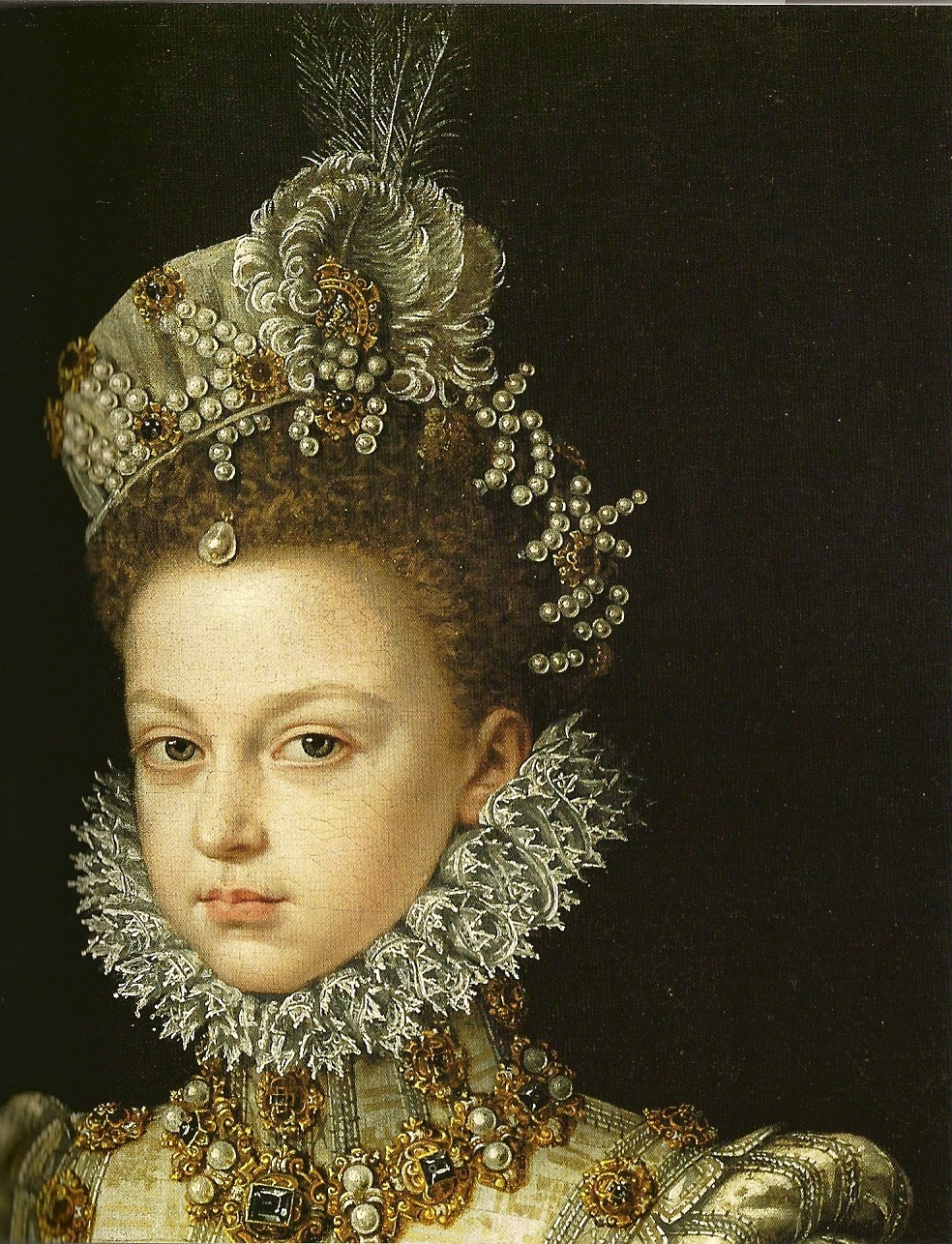
La Infanta Isabel Clara Eugenia adornada con perlas (Alfonso Sánchez Coello, 1531/1532

Se ignora cuál fue el primer pueblo que extrajo las perlas de las ostras, para luego usarlas como decoración. Pero, debido a que las perlas tienen lustre y brillo casi inmediatamente salidas de la ostra que las produjo, es muy posible que se hayan utilizado como adorno desde épocas prehistóricas.
Lo que sí puede decirse es que la fabricación de joyas a base de perlas era una actividad bastante extendida y favorecida entre los pueblos antiguos. Sin embargo, debido a su extrema rareza, las perlas eran una de las gemas más valiosas conocidas por los pueblos del mundo antiguo, reservadas para la nobleza y personajes extremadamente acaudalados.
Parece que la costumbre de adornarse con perlas tuvo origen en la India y otros puntos de Asia, desde donde los fenicios la propagaron por Europa. Los griegos llamaron a la perla margarites, pero no parece que se generalizara su uso hasta después de la guerra de los persas y de las conquistas de Alejandro. En Asia Menor se extendió su empleo después de la conquista de Lidia por Ciro. En los Proverbios se habla repetidas veces de las perlas, lo cual indica que los hebreos las conocían. Durante la dominación de los Ptolomeos en Egipto, el uso de las perlas adquirió proporciones extraordinarias, y más tarde los grandes señores de las cortes de Europa se servían de las perlas no solo para adorno, empleadas en collares, brazaletes, pendientes, sortijas, etc., sino para bordados de vestidos o simplemente como guarnición de estos.
Actualmente las perlas no tienen tanto valor monetario como en épocas pasadas, principalmente debido a que la mayoría de ellas son cultivadas, lo que las ha devaluado por aumento en la oferta.
De ahí que numerosas parábolas y dichos que nos han llegado al presente referentes al proverbial valor de las perlas no tengan la misma resonancia y valor semántico hoy en día.

### La perlaPeregrina
La perla Peregrina es una perla de tamaño y forma inusual, considerada una de las gemas más valiosas y legendarias de la historia de Europa. Descubierta en aguas del archipiélago de las Perlas en Panamá en el siglo XVI, pasó a manos del rey Felipe II de España, formando parte de las joyas de la Corona de España.
En 1969 la Peregrina sale a subasta, y Richard Burton la adquiere por la simbólica cantidad de 37 000 dólares, como regalo a su amada Elizabeth Taylor. Liz Taylor fue su propietaria hasta su muerte en 2011, si bien se dice que un caniche de la actriz mordisqueó la perla y le causó algunas muescas.

## Origen de una perla natural

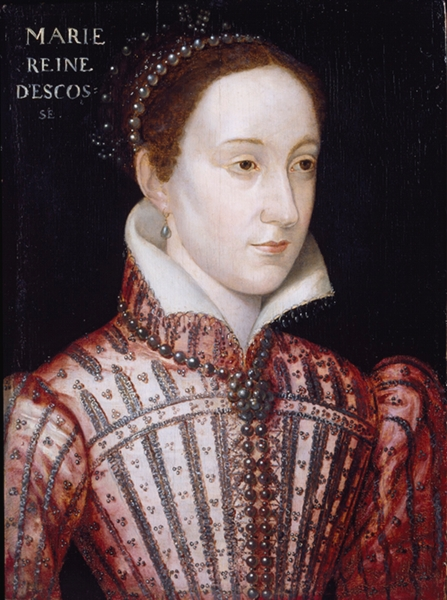
María Estuardo, reina de Escocia, con una collar de perlas negras.

Antes, las perlas naturales se encontraban en muchas partes del mundo. En la actualidad, la pesca de perlas naturales se limita sobre todo a los mares de Baréin. Australia también cuenta con una de las últimas flotas de barcos de buceo de perlas que quedan en el mundo. Los buceadores australianos se dedican a la pesca de ostras perlíferas para la industria de las perlas cultivadas. Las capturas de ostras perlíferas son similares a las de los días de las perlas naturales. Por lo tanto, en las aguas australianas del océano Índico se sigue encontrando un número significativo de perlas naturales procedentes de ostras silvestres. Para verificar positivamente las perlas naturales que se encuentran hoy en día es necesario realizar un examen con rayos X.

## Tipos de perlas

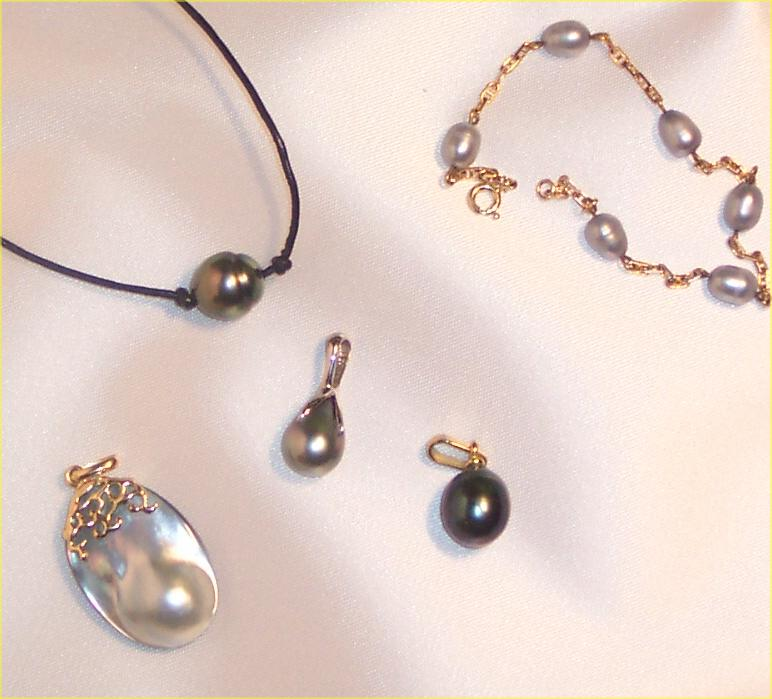
Perlas de Tahití

### Perlas cultivadas

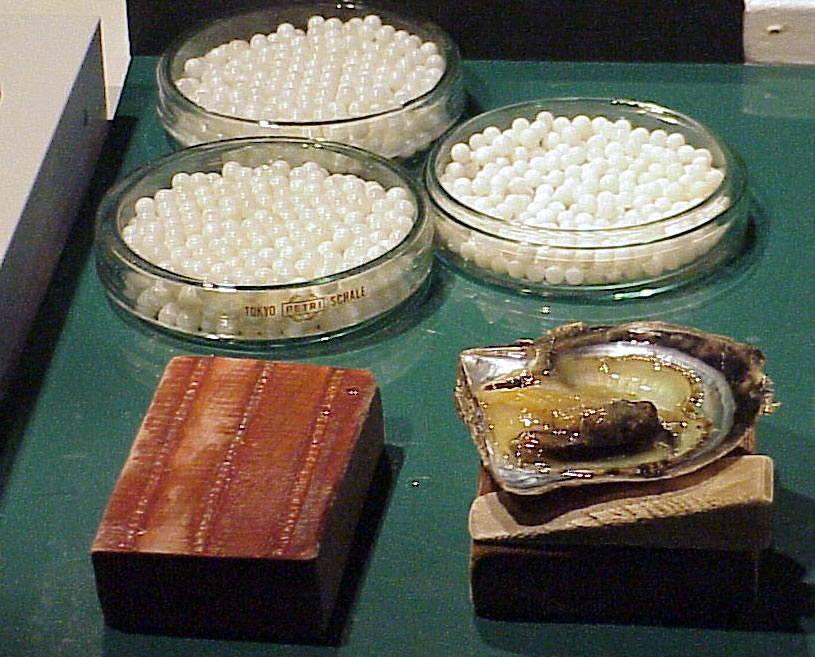
Núcleos de la isla de las perlas Mikimoto, Toba, Japón.

Las perlas cultivadas son la respuesta de la concha a un implante de tejido. Un pequeño trozo de tejido del manto (llamado injerto) de una concha donante se trasplanta a una concha receptora, lo que provoca la formación de una bolsa de perlas en el que el tejido precipita carbonato cálcico. Existen varios métodos para producir perlas cultivadas: utilizar conchas de agua dulce o salada, trasplantar el injerto en el manto o en la gónada y añadir una perla esférica como núcleo. La mayoría de las perlas cultivadas en agua salada se cultivan con cuentas. Los nombres comerciales de las perlas cultivadas son Akoya (阿古屋), blanca o dorada del mar del Sur y negra de Tahití. La mayoría de las perlas cultivadas sin abalorios se cultivan en conchas de agua dulce en China, y se conocen como perlas cultivadas de agua dulce.
Las perlas cultivadas pueden distinguirse de las naturales mediante un examen radiográfico. Las perlas cultivadas nucleadas suelen ser "preformadas", ya que tienden a seguir la forma del núcleo de la perla de concha implantada. Una vez insertada la perla en la ostra, ésta segrega algunas capas de nácar alrededor de la perla; la perla cultivada resultante puede recolectarse en un plazo de doce a dieciocho meses.
Cuando se radiografía una perla cultivada con núcleo de perla, se observa una estructura diferente a la de una perla natural (véase el diagrama). Una perla cultivada con núcleo de perlas muestra un centro sólido sin anillos concéntricos de crecimiento, mientras que una perla natural muestra una serie de anillos concéntricos de crecimiento. Una perla cultivada sin cuentas (ya sea de agua dulce o salada) puede mostrar anillos de crecimiento, pero también una compleja cavidad central, testigo de la primera precipitación del joven saco perlífero.

#### Del Mar del Sur o australiana
Se trata de un tipo de perla cultivada en las aguas saladas del norte de Australia, en Indonesia y Filipinas. Tiene una gama de color que va desde el blanco al negro. Se destacan por su iridiscencia plateada y dorada. Alcanza tamaños entre los 9 y los 28 mm. Su forma puede ser perfectamente redonda hasta adoptar una forma asimétrica y un brillo del medio al alto. Son las mejores en su especie. El precio varía dependiendo de su brillo. El tiempo de cultivo de esta perla es de tres a nueve años.

#### Perla de Tahití[6]
Son cultivadas en aguas templadas en agua salada de la Polinesia Francesa, por la ostra Pinctada margaritifera. Pueden ser de distintos colores: gris, verde, naranja, dorada, azul y negra. Las perlas negras son únicas, de brillo intenso y alcanzan los 13 mm. El tiempo de cultivo de la perla de Tahití es de dos a tres años.
Desde el desarrollo de la tecnología de cultivo de perlas, las ostras negras de Pinctada margaritifera que se encuentran en Tahití y en muchas otras islas del Pacífico, incluidas las Islas Cook y Fiyi, se utilizan ampliamente para producir perlas cultivadas. La rareza de la perla cultivada negra es ahora una cuestión "comparativa". La perla cultivada negra es rara en comparación con las perlas cultivadas de agua dulce chinas y las perlas cultivadas Akoya japonesas y chinas, y es más valiosa que estas perlas. Sin embargo, es más abundante que la perla de los mares del Sur, que es más valiosa que la perla cultivada negra. Esto se debe sencillamente a que la ostra perlera negra Pinctada margaritifera es mucho más abundante que la escurridiza, rara y más grande ostra perlera de los Mares del Sur Pinctada maxima, que no puede encontrarse en lagunas, sino que hay que bucear para encontrarla en un número raro de hábitats oceánicos profundos o cultivarla en criaderos.
Las perlas negras naturales son raras, y las perlas negras tienen un color de cuerpo que puede evaluarse como plateado, azul plateado, dorado, marrón-negro, verde-negro o negro.

#### Perla Akoya
Son perlas cultivadas en el agua salada de Akoya, Japón. Tienen una forma redonda y simétrica. Su tamaño varía entre 6 y 8.5 mm, esta perla es de difícil crecimiento y tiene más brillo que las que son cultivadas en agua dulce. Su color va del crema al rosado.

#### Perlas de agua dulce  (en inglés Freshwater Pearl)
Son perlas cultivadas en agua dulce, principalmente en los lagos y ríos de China, aunque su producción también se realiza -de manera más restringida en Japón y en Estados Unidos. Es orgánica, es decir, que proviene de un ser vivo. Su tiempo de cultivo va de los 6 meses a los 4 años y se realiza dentro de mejillones perlíferos de la familia Unionoida.
La ostra perlífera de agua dulce (Margaritifera margaritifera) es una especie de molusco bivalvo propia de los ríos limpios de Europa, de Rusia y de la fachada este de los Estados Unidos. Esta especie es conocida por su longevidad de más de un siglo, pero que está al borde de la extinción aunque protegida.

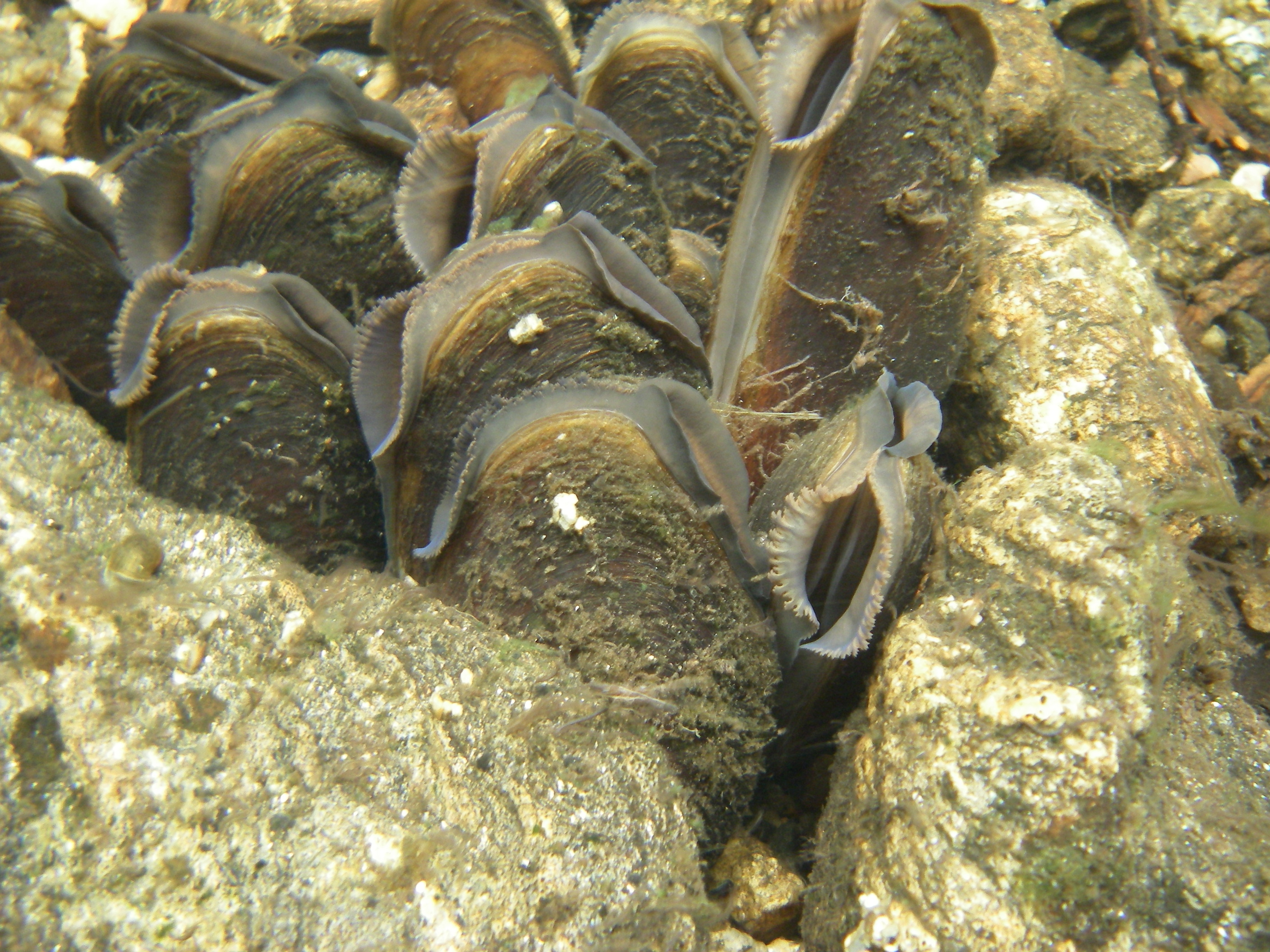
Grupo de ostras Margaritifera margaritifera fotografiado en Suecia, donde estos moluscos pueden vivir por más de 100 años.

Esta especie ha sido explotada hasta mediados del siglo XX para la producción de perlas para joyería, antes del descubrimiento en el siglo XVIII de las ostras perlíferas tropicales.
En cuanto a las ostras perlíferas tropicales, los mejillones "shell triángulo" (Hyriopsis cumingii) son cultivados en ríos y granjas de lagos de China. Las perlas de estos mejillones miden entre 3.5 y 7 mm. Poseen forma asimétrica y brillo que va del medio al alto. Las perlas cultivadas en este tipo de agua son en su mayoría blancas, pero pueden llegar a ser rosadas.
Desde 1990, la industria de la perla de agua dulce de China, se desplazó desde la producción del Mejillón Cresta de Gallo (Cristaria plicata) hacia el Mejillón Shell Triángulo (Hyriopsis cumingii). 
El mejillón Triángulo (Hyriopsis cumingii) presenta menor número de perlas, aceptando sólo 12-16 injertos por válvula, para una producción total de 24 a 32 perlas, sin embargo produce perlas de mejor calidad.
En las décadas de los años 1970 y 1980, los mejillones de agua dulce de China, conocidos como Mejillón Cresta de Gallo (Cristaria plicata) en el pasado se injertaba  en la cáscara hasta 50 veces, o 25 veces en la válvula. Esta práctica era común cuando la industria era principalmente el Mejillón Cresta de Gallo. Este mejillón produce un gran volumen de perlas, siempre de baja calidad que llegó a ser conocido  en los años 1970 y 1980 como "Rice Krispies pearls".
La principal característica de estas perlas es su abundancia, ya que se llegan a producir hasta 1800 toneladas métricas anualmente, utilizando un sistema de producción de cultivo bastante diferente al de las perlas de cultivo marinas: las perlas se producen principalmente dentro del manto de los mejillones. La mayoría no reciben un núcleo nacarado -como es el caso de las perlas de cultivo de origen marino- pero recientemente se han detectado una gran variedad de materiales para la producción de estas perlas, tales como: perlas de desecho, núcleos de nácar, botones de nácar o núcleos de la almeja gigante Tridacna gigas,un organismo protegido de la lista de CITES.
Las formas que adoptan son variables
- Redondas: son, generalmente, las de mayor valor. Es simétrica y rueda en línea recta.
- Barrocas: indican forma irregular en las perlas. Son, por lo general, las menos valiosas, aunque pueden existir especímenes que lleguen a valer más que las redondas.
- Semiredondas: son perlas que tienen formas redondeadas, pero que no llegan a ser enteramente esféricas.
- Anilladas o estriadas: presentan líneas regulares o anillos cóncavos de manera perpendicular a un eje de revolución superior a un tercio de la superficie de la perla.
- Semibarrocas: poseen un eje de simetría, por lo que las formas son ovaladas, gotas, de botón, trompo, etc.

Las perlas dea agua dulce son rutinariamente procesadas; el pulido, blanqueado y teñido artificial son esenciales para este tipo de perla de cultivo.

#### Perla Mabe
Son perlas cultivadas hemisféricas. Crecen adheridas al interior de la concha de una ostra en lugar de dentro del cuerpo de esta. Son cultivadas principalmente en Japón, Indonesia y Australia. Es una gema orgánica. El tiempo de cultivo de estas perlas va de medio año a dos años. Son relativamente fáciles de obtener, lo que hace que su valor sea menor al de las perlas redondas. Estas perlas son semiredondas, ya que uno de los lados de la perla es redondo, mientras que el otro es plano. Esta morfología permite que sean utilizadas en joyería y así poder ocultar el lado plano.

### Nuevo Testamento

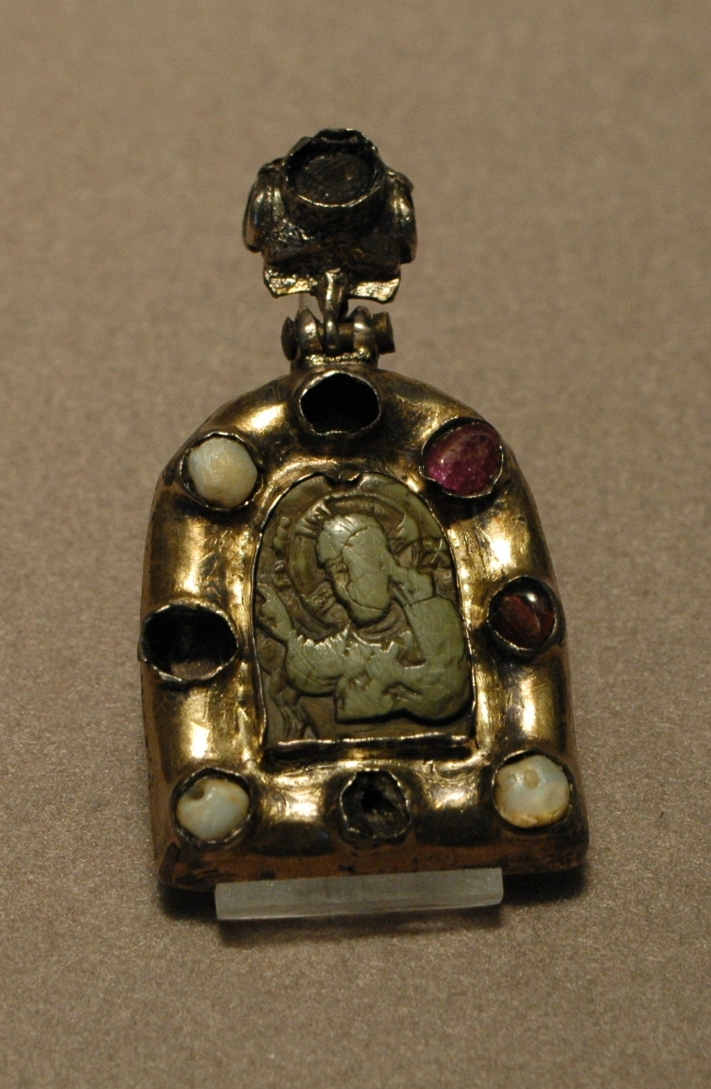
Colgante religioso que muestra a Cristo bendiciendo, enmarcado con rubíes y perlas, del imperio bizantino, siglos XII o XIII.